# Giải quần vợt Wimbledon 2019 - Đôi nữ xe lăn
Diede de Groot và Yui Kamiji là đương kim vô địch, nhưng không đánh cặp cùng nhau tại giải lần này. De Groot đánh cặp với Aniek van Koot và giành giải, sau khi đánh bại Marjolein Buis và Giulia Capocci tại chung kết với tỷ số 6−1, 6−1. Kamiji đánh cặp với Jordanne Whiley, thua tại bán kết trước de Groot và van Koot.

## Kết quả

### Từ viết tắt
| - Q = Vòng loại - WC = Đặc cách - LL = Thua cuộc may mắn - Alt = Thay thế - SE = Miễn đặc biệt | - PR = Bảo toàn thứ hạng - w/o = Thắng nhờ đối thủ rút lui trước trận đấu - r = Bỏ cuộc giữa trận đấu - d = Bị xử thua - SR = Xếp hạng đặc biệt |

### Chung kết
|  | Bán kết | Bán kết                              | Bán kết | Bán kết                       | Bán kết |   |                               | Chung kết | Chung kết | Chung kết | Chung kết | Chung kết |  |
|  |         |                                      |         |                               |         |   |                               |           |           |           |           |           |  |
|  | 1       | Diede de Groot Aniek van Koot        | 3       | 7                             | 6       |   |                               |           |           |           |           |           |  |
|  | 1       | Diede de Groot Aniek van Koot        | 3       | 7                             | 6       |   |                               |           |           |           |           |           |  |
|  |         | Yui Kamiji Jordanne Whiley           | 6       | 62                            | 1       |   |                               |           |           |           |           |           |  |
|  |         | Yui Kamiji Jordanne Whiley           | 6       | 62                            | 1       | 1 | Diede de Groot Aniek van Koot | 6         | 6         |           |           |           |  |
|  |         |                                      |         |                               |         | 1 | Diede de Groot Aniek van Koot | 6         | 6         |           |           |           |  |
|  |         |                                      | 2       | Marjolein Buis Giulia Capocci | 1       | 1 |                               |           |           |           |           |           |  |
|  |         | Sabine Ellerbrock Kgothatso Montjane | 2       | Marjolein Buis Giulia Capocci | 1       | 1 | 5                             | 2         |           |           |           |           |  |
|  |         |                                      |         |                               |         |   |                               | 2         |           |           |           |           |  |
|  | 2       | Marjolein Buis Giulia Capocci        | 7       | 6                             |         |   |                               |           |           |           |           |           |  |